# Бобури
Бобури (рос. Бобуры) — присілок Велізького району Смоленської області Росії. Входить до складу Будницького сільського поселення.
Населення — 5 осіб (2007 рік).